# Vielle-Tursan
Vielle-Tursan é uma comuna francesa na região administrativa da Nova Aquitânia, no departamento Landes. Estende-se por uma área de 13,09 km². Em 2010 a comuna tinha 275 habitantes (densidade: 21 hab./km²).